# Копач, Виктор Казимирович
Копач Виктор Казимирович 24 августа 1970, д. Копачи Мостовского района Гродненской области) — белорусский скульптор).

## Биография
Первые навыки художественного творчества получил в Струбницкой восьмилетней школе у преподавателя рисования Якубович Алины Эдуардовны.
C 1986 по 1990 годы учился в Минском художественном училище имени А. К. Глебова. Большое влияние на формирование Виктора Копача, как скульптора, оказал преподавать композиции и скульптуры Борис Чеславович Лазаревич.
В 1996 году окончил Белорусскую Академию искусств (отделение скульптуры).
С 1993 — участник республиканских и международных выставок.
С 1999 — член Союза художников Белоруссии.
Постоянный участник пленэров в Белоруссии и за рубежом.
Живёт в Минске, работает в разных уголках мира.

## Награды и поощрения
- Пленэр «Разговор с камнем» (10 скульпторов из Белоруссии, грант Фонда Сороса, Минск).
- 1996 — поощрительный приз на республиканской выставке-конкурсе «Время. Пространство. Личность.» (Минск).
- 1998 — 2-я премия в номинации скульптура на республиканской выставке-конкурсе «Новые имена» (Минск).
- 2002 — Избран представителем от Белоруссии на создание «Монумента человечеству» 2003 года (Дубай, Объединённые Арабские Эмираты).
- 2015 — Почётный знак «За заслуги в развитии культуры и искусства» (26 ноября 2015 года, Межпарламентская ассамблея СНГ) — за значительный вклад в формирование и развитие общего культурного пространства государств — участников Содружества Независимых Государств, в реализацию идей сотрудничества в сфере культуры и искусства[3]

Работы находятся в Музее Современного Изобразительного Искусства (Минск, Беларусь), частных коллекциях Белоруссии, Польши, Германии, Мальты, России, США. Произведения (выполнены на пленэрах и симпозиумах) установлены в городской среде Китая, Белоруссии и парках Польши.